# Ismael Rolón
Ismael Blas Rolón Silvero S.D.B. (Caazapá, 24 de enero de 1914 - Asunción, 8 de junio de 2010) fue un Arzobispo salesiano paraguayo. A su muerte, era uno de los obispos católicos más ancianos y el obispo más anciano del Paraguay.

## Biografía
Nació en Caazapá (Paraguay) en 1914. Estudió teología en el Instituto Internacional Salesiano, en Córdoba (Argentina). Cursó la licenciatura en Filosofía, en la Pontificia Universidad Gregoriana de Roma, y Fue ordenado sacerdote en 1941. Fue elegido prelado de la Diócesis de Caacupé el 2 de agosto de 1960 y consagrado como primer obispo de Caacupé en 1966. El 16 de junio de 1970 fue promovido a la sede arquidiocesana de Asunción; allí estuvo hasta 1989.
El arzobispo mons, Ismael Rolón fue un inclaudicable defensor de los derechos y fiel exponente de una Iglesia "no arrinconada en sus templos". Sus marcadas posturas en contra del régimen represor del general Alfredo Stroessner (1954-1989) comenzaron cuando lo nombraron en 1966 primer obispo de la diócesis de Caacupé. Entre sus primeras resoluciones en Caacupé, Rolón pasó a presidir la tradicional procesión del 8 de diciembre, algo que hasta entonces lo hacía Stroessner. También dispuso que la misa de la festividad de la Virgen, de masiva concurrencia, no dependiera de la llegada del presidente, como venía ocurriendo.
En 1970 fue promovido a arzobispo de Asunción. Ya entonces había sobresalido ampliamente por su desafiante coraje para afrontar a las autoridades del régimen dictatorial. En su afán de defensa de los derechos humanos, también solicitó autorización al temible ministro del Interior Sabino Augusto Montanaro para visitar las comisarías, atestadas de presos políticos. En febrero de 1971 generó una gran crispación política al renunciar a integrar el Consejo de Estado, instancia política de la cual, por Constitución Nacional, el arzobispo era miembro nato. Tomó tal determinación invocando razón de conciencia. El gesto le valió la acusación de perjurio por parte del Gobierno. Ese año también impuso la excomunión al ministro Montanaro, por el apresamiento y tortura en Asunción del sacerdote uruguayo Uberfil Monzón. En 1978 se constituyó en el primer obispo que ingresó a la cárcel de Emboscada. Visitó a los presos políticos hacinados y sin proceso. También fue él quien, con la Junta Arquidiocesana de Laicos, convocó el 30 de octubre de 1987 a una Procesión del Silencio, "en protesta por tanta violencia e injusticias". Participaron 40 mil personas.
En agosto de 1988 se realizó la segunda Procesión del Silencio. Pero esta vez, al terminar la misa de cierre de la Procesión, la Policía arremetió contra todo civil que salía de la Catedral Metropolitana. En medio de las corridas y gritos, mons. Rolón, aún vestido con los ornamentos episcopales, dejó el altar y cruzó la calle para encarar al jefe de Orden Público. "Fui a enrrostrarle la estúpida violencia", se lee en su libro de memorias. 
La tensión entre Gobierno e Iglesia crecía. Stroessner expulsó al cura jesuita José Antonio de la Vega. En protesta de esto y en rechazo a las violaciones a los derechos humanos, el arzobispo suspendió el tradicional Tedeum, la bendición de agradecimiento impartida cada 15 de agosto en la Catedral Metropolitana, con la presencia del jefe de Estado. 
Nueve meses después de la histórica visita en 1988 del papa Juan Pablo II al Paraguay, se produjo el golpe de Estado que derrocó a Stroessner y mons. Rolón reclamó hombres nuevos para el país. En julio de 1989 dejó el cargo de arzobispo de Asunción y desde su hogar de retiro en Ypacaraí, escribía semanalmente sus cartas pastorales tituladas “Desde mi oasis”.
El 8 de diciembre de 1969, el entonces obispo de Caacupé, monseñor Ismael Rolón, decidió suspender la tradicional procesión del Tupasy ára, en protesta contra los abusos de la dictadura stronista. Una historia poco conocida, que vale la pena rescatar, en coincidencia con el Día de los Derechos Humanos.
Ese día del Tupasy ára había perplejidad y confusión en los rostros de los miles de peregrinos congregados en la plaza. ¿Qué era lo que estaba pasando en el país, como para que se suspenda la procesión de la Virgen?
"Es mejor que no se vaya, señor presidente...".
El general Alfredo Stroessner, quien entonces llevaba quince años al frente del Gobierno, al cual había accedido tras un golpe de Estado, en mayo de 1954, y un posterior simulacro de elecciones, había ordenado a sus ministros y colaboradores que pusieran "todo a punto" para su presencia en la festividad religiosa de la Virgen de Caacupé, al cual acostumbraba asistir todos los años, cuando el entonces ministro de Educación, Raúl Peña, se acercó a aconsejarle: "Es mejor que no se vaya, señor presidente...".
El dictador quiso saber por qué no debía acudir, ante lo cual Peña le mostró la carta que acababa de recibir en su despacho.
La nota, con sello de la Diócesis de Caacupé, decía textualmente:

Caacupé, 17 de noviembre de 1969.

Excmo. Señor Ministro
Dr. Raúl Peña
Ministro de Educación y Culto
E.  S.  D.
Señor Ministro:
Me dirijo a Ud., en carácter de Obispo de Caacupé, con el fin de poner en conocimiento oficial del Gobierno de la República que este Obispado, interpretando la decisión unánime del Clero de la Diócesis, y oído el parecer de los señores Obispos y Presbiterios de la República, ha resuelto suspender las Procesiones que debían celebrarse los días 8 y 15 de diciembre próximos, en esta ciudad.
Motivan esta penosa determinación, los hechos que son de público conocimiento, vejatorios al Pueblo de Dios y a la Iglesia, provocados a ciencia y conciencia y orden de las altas autoridades nacionales, como de la propaganda oficial.
Como es ya de tradición desde muchos años atrás que las autoridades asistan a tales procesiones, cumplo con el deber, por razones de cortesía y protocolo, de comunicarle la suspensión de tales actos, con el fin de aclarar desde ya cualquier duda o equívoco que pueda surgir.

En la esperanza de que nuestra intención pastoral sea debidamente interpretada, saludo al señor ministro con la amistad de siempre.

Esta fue la nota que hizo que la Virgen de Caacupé, aquel año, no solo se quede sin su tradicional procesión, sino también que la capital espiritual del Paraguay se quede sin la presencia del dictador Stroessner y de su habitual comitiva.
Aunque la procesión se suspendió, sí hubo una misa central en la antigua Iglesia. El obispo no la celebró, pero pidió a uno de sus principales colaboradores, monseñor Secundino Núñez, que dirija una fuerte homilía en guaraní.
El cese del "uso arbitrario de la fuerza".
Para conocer cuáles eran los "hechos que son de público conocimiento" que motivaron la drástica decisión del obispo de Caacupé, hay que leer otra nota dirigida también el ministro Raúl Peña, unos días antes, esta vez firmada no solo por monseñor Ismael Rolón, sino también por los obispos Aníbal Maricevich, Felipe Santiago Benítez, Aníbal Mena Porta, Jerónimo Pechillo y Alejo Ovelar, en nombre de todo el episcopado paraguayo.
En dicha nota, los pastores de la Iglesia Católica enumeran "las medidas de fuerza tomadas en estos últimos días por el Gobierno".
En primer lugar, cuestionan "la expulsión del país del sacerdote Francisco de Paula Oliva (ocurrida en octubre de 1969), sin guardarse las más elementales normas de procedimiento; el atraco de la clausura de los Padres Jesuitas; el ultraje y bárbaro apaleamiento de estudiantes, sacerdotes y religiosos configuran una situación de tanta gravedad, que no podemos ocultar nuestro más indignado y enérgico rechazo".
Los prelados se refieren además a "la incautación, por personal policial, sin orden escrita alguna, del semanario Comunidad, órgano oficio de la Conferencia Episcopal Paraguaya".
"Al repudiar y condenar estos sucesos, sin precedentes en nuestra historia, expresamos nuestra formal protesta ante el Gobierno de la Nación por esta sistemática violación de los derechos fundamentales de los ciudadanos", indicaba la nota de los obispos, resaltando que la acción represiva gubernamental "ha generado un clima de ansiedad y peligrosa indignación", especialmente entre el pueblo campesino.
Al final del mensaje, los pastores exigen que se permita la vuelta del padre Oliva al país y "el cese definitivo en el uso arbitrario de la fuerza".
Un largo conflicto entre la religión y la política.
El episodio de la suspensión de los actos programados por el Día de la Virgen de Caacupé en 1969 fue reivindicado posteriormente por el propio monseñor Ismael Rolón, durante una entrevista periodística con el autor de este artículo, como "una acción que causó dolor a los fieles en ese momento, pero que resultó necesaria, porque había mucha violación de los derechos humanos por parte del Gobierno de la dictadura, y necesitábamos crear conciencia".
Aunque muchos recuerdan a monseñor Rolón como el valiente arzobispo de Asunción que se enfrentó en varios momentos a la dictadura stronista, a través de sus célebres "procesiones del silencio", pocos saben que primero fue obispo de Caacupé, y que sus decididas "acciones proféticas" ya se habían iniciado en la Villa Serrana, durante la mayor festividad religiosa del Paraguay.
Nacido en Caazapá en 1914, Ismael Rolón Silvero se ordenó como sacerdote por la Congregación de Don Bosco en 1941. El Papa Juan XXIII lo nombró prelado de Caacupé en 1960 y el Papa Paulo VI lo designó obispo de la Villa Serrana en 1965, donde estuvo por cuatro años, hasta que en 1970 fue promovido como arzobispo de Asunción.
"Hay momentos en que no basta con pronunciar fuertes homilías. Hay momentos en que hay que tomar acciones que impacten en el pueblo cristiano, que le haga reflexionar sobre lo que está pasando en ese país. Eso fue lo que decidimos hacer aquel día, cuando decidimos suspender la tradicional procesión de la Virgen de Caacupé. Muchos fieles se sintieron incomodados, pero eso es lo que buscábamos, romper la apatía acerca de las graves violaciones de derechos", explicaría luego monseñor Rolón en la entrevista periodística.
Ismael Rolón Silvero falleció en junio de 2010, a la edad de 96 años. Es considerado no solo una de las figuras más dignas y representativas de la Iglesia Católica paraguaya, sino también un héroe cívico y un incansable defensor de los derechos humanos. Su figura fue evocada y homenajeada en diversos momentos, durante las celebraciones de Caacupé 2014.